# Rheinwaldhorn
Pour les articles homonymes, voir Rhein.
Le Rheinwaldhorn (littéralement « Corne de la forêt du Rhin ») ou Adula est un sommet du massif des Alpes lépontines à 3 402 m d'altitude, à cheval sur les cantons du Tessin et des Grisons, en Suisse.
Il est par ailleurs le point culminant de l'Adula (partie orientale des Alpes lépontines, à l'est du col du Saint-Gothard), et de tout le canton du Tessin. Les sommets les plus proches sont le Güferhorn au nord-est et le Vogelberg au sud-est.